# Jane Pierce
Jane Means Appleton Pierce, född 12 mars 1806 i Hampton i New Hampshire, död 2 december 1863 i Andover i Massachusetts, var amerikansk presidentfru 1853–1857.

## Biografi
Hon gifte sig med Franklin Pierce 1834. Hon var klen och blyg, men med en stark anständighetskänsla. Hennes liv kantades av tragedier. Två av parets tre söner dog som små av barnsjukdomar. Åtta veckor innan hennes make skulle svära presidenteden omkom deras enda kvarlevande barn, den 11-årige Benjamin Pierce, i en järnvägsolycka, vilken föräldrarna överlevde. Hon var starkt emot makens politiska ambitioner, och paret grälade ofta. 
Jane Pierce återhämtade sig aldrig från chocken av sin sons död, och åren i Vita huset tillbringade hon instängd på sitt rum, sysselsatt med att skriva brev till sin döde son. Hon deltog inte några officiella tillställningar, utan överlät dem på Abby Kent Means och Varina Davis. Hon började utföra sina uppgifter som första dam först 1855, och utförde dem därefter resten av makens ämbetstid.